# Домброва Бјалостоцка
Домброва Бјалостоцка (пољ. Dąbrowa Białostocka) град је у Пољској у Војводству подласком. По подацима из 2012. године број становника у месту је био 5991.
.

## Становништво
| 2012. |
| ----- |
| 5.991 |